# Jagdstaffel 17
La Jagdstaffel 17 (in tedesco: Königlich Preußische Jagdstaffel Nr 17, abbreviato in Jasta 17) era una squadriglia (staffel) da caccia della componente aerea del Deutsches Heer, l'esercito dell'Impero tedesco, durante la prima guerra mondiale (1914-1918).

## Storia
La Jagdtsaffel 17 venne fondata il 23 ottobre del 1916 con piloti e mezzi provenienti dalla precedente unità aerea KampfeinsitzerKommando (KEK) "Metz".
I primi velivoli assegnati alla squadriglia al momento della nascita furono i biplani Albatros D.III. Altri tipi di velivoli affidati alla squadriglia non sono noti a causa delle poche informazioni.
La Jagdstaffel 17 venne messa sin da subito ad operare nel settore della 5ª Armata e dal novembre 1916 fu messa a disposizione dell'Armee-Abteilung A. 
La prima vittoria aerea ottenuta dalla squadriglia venne ottenuta da Julius Buckler il 17 dicembre 1916.
La Jagdstaffel 17 venne poi assegnata alla 5ª Armata nel marzo 1917 per proseguire poi con la 1ª Armata. Dopo lo spostamento verso nord nell'aerodromo di Ghistelle avvenuto nel giugno 1917 venne messa a disposizione della 4ª Armata. 
Nell'agosto del 1917 la squadriglia entrò a far parte del Jagdgruppe Nord insieme alla Kampfeinsitzerstaffel 8 e alle Jagdstaffeln 2, 20 e 28. Verso la fine del 1917 la squadriglia operò sul fronte della 2ª Armata. Nel mese di marzo del 1918 venne spostata nel Jagdgruppe II insieme alla 22 e 63.
Il Leutnant Julius Buckler fu l'ultimo Staffelführer (comandante) della Jagdstaffel 17 dal 1º agosto 1918 fino alla fine della guerra.La Jasta fu smobilitata al Flieger-Ersatz-Abteilungen (FEA) 5, sulla base di Hannover, il 7 dicembre del 1918.
Alla fine della prima guerra mondiale alla Jagdstaffel 17 vennero accreditate 101 vittorie aeree di cui 14 per l'abbattimento di palloni da osservazione, oltre 22 vittorie aeree però non confermate. Di contro, la Jasta 17 perse 10 piloti, 6 furono feriti in azione e 3 feriti in incidente aereo oltre a 2 piloti dispersi in azione.

## Lista dei comandanti della Jagdstaffel 17
Di seguito vengono riportati i nomi dei piloti che si succedettero al comando della Jagdstaffel 17.
| Grado                | Nome                | Periodo                           |
| -------------------- | ------------------- | --------------------------------- |
| Rittmeister          | Heinz von Brederlow | 11 novembre 1916 - 10 maggio 1917 |
| Hauptman der Reserve | Eberhard von Seel   | 10 maggio 1917 - 12 giugno 1917   |
| Leutnant             | Ernst Wendler       | 19 giugno 1917 - 1 ottobre 1917   |
| Oberleutnant         | Rudolf von Esebeck  | 4 ottobre 1917 - 27 maggio 1918   |
|                      | Hermann Pritsch     | 29 maggio 1918 - 12 giugno 1918   |
| Leutnant             | Günther Schuster    | 12 giugno 1918 - 1 agosto 1918    |
| Leutnant             | Julius Buckler      | 1 agosto 1918 - 11 novembre 1918  |

## Lista delle basi utilizzate dalla Jagdstaffel 17
- Metz-Frescaty: 11 novembre 1916 – inizio marzo 1917
- St. Quentin-le-Petit: inizio marzo 1917 – 24 giugno 1917
- Ghistelles, Belgio: 24 giugno 1917 – agosto 1917
- Wasquehal, Francia: agosto 1917 – novembre 1917
- Eringhem, Belgio: novembre 1917 – dicembre 1917
- Neuvilly, Francia: dicembre 1917 – 28 dicembre 1917
- Retheuil, Francia: 28 dicembre 1917 – ?
- Douilly, Francia
- Balâtre, Francia
- Erchau
- Mars-sous-Bourcq, Francia
- Vivaise, Francia
- Chuffilly-Roche, Francia
- Malmy-Chéméry
- St. Medard, Neufchâteau: ? – 13 novembre 1918

## Lista degli assi che hanno prestato servizio nella Jagdstaffel 17
Di seguito vengono elencati i nomi dei piloti che hanno prestato servizio nella Jagdstaffel 17 con il numero di vittorie conseguite durante il servizio nella squadriglia e riportando tra parentesi il numero di vittorie aeree totali conseguite.
| Asso                | Vittorie |
| ------------------- | -------- |
| Julius Buckler      | 35       |
| Christian Donhauser | 16 (19)  |
| Georg Strasser      | 7        |
| Karl Bohny          | 6 (8)    |
| Alfred Fleischer    | 6        |
| Gustav Schneidewind | 4 (7)    |
| Otto Fitzner        | 3 (9)    |
| Günther Schuster    | 3 (6)    |

## Lista degli aerei utilizzati dalla Jagdstaffel 17
- Albatros D.III